# Quentin Dupieux
Quentin Dupieux (* 14. April 1974) ist ein französischer Künstler und Filmemacher. Als Musiker verwendet er das Pseudonym Mr. Oizo [məsjø wazo] (Verballhornung von französisch Monsieur Oiseau, dt. ‚Herr Vogel‘).

## Leben
Seine ersten Versuche als Regisseur machte Quentin Dupieux als Mitglied des Drehteams des Films Midi-Minuit von Michel Gondry. Nach einem Treffen mit Laurent Garnier wurde er unter seinem Pseudonym Mr. Oizo in das Label FCom/Pias aufgenommen.
Der breiten Öffentlichkeit ist er vor allem durch sein Lied Flat Beat von 1999 bekannt. Es wurde mehr als drei Millionen Mal verkauft und war in verschiedenen Ländern (z. B. Großbritannien, Deutschland) auf Platz 1 der Charts. Für dieses Lied erhielt er eine Nominierung in der Kategorie „Dance“ bei den Brit Awards, neben anderen Künstlern wie Jamiroquai, Chemical Brothers und Fatboy Slim. Die Hauptperson in dem Video zu Flat Beat ist ein gelbes Plüschtier namens Flat Eric, das auch in späteren filmischen Werken Dupieuxs (unter anderem einer Levi’s-Jeans-Werbung) eine Rolle spielt.
Dupieux selbst sagt über seine Kompositionen, dass sie „auf dem Unhörbaren und der Lust, das Lied zu beenden, basieren“ [orig.: „l’inécoutable et l’envie de stopper la track“]. In einem Interview mit dem Magazin Tsugi gab er im Juni 2010 zu, dass er seine Kreationen „großes Irgendwas“ [orig.: „grand n’importe quoi“] nennt und auch die bekannte Software zur Bearbeitung elektronischer Musik, Ableton Live, „komplett nach dem Prinzip des Zufalls nutze“ [orig.: „utiliser totalement au hasard“], wahllos Samples in der Tondatenbank, die mit der Software geliefert wurden, suchend.
Sein Album Analog Worms Attack, an welchem Feadz mitgearbeitet hat, folgte der Single Flat Beat.
2004 folgte der Release der EP Stunt mit den Liedern Stunt und 1$44, die auch auf dem 2005 erschienenen Album Moustache (Half a Scissor) zu finden sind.
2006 produzierte er die ersten Lieder von Uffie, einer Electroclash-Künstlerin aus Miami.
Zwischen 2006 und 2007 schrieb und inszenierte Quentin Dupieux seinen zweiten Spielfilm Steak, in dem das französische Komödianten-Duo „Éric et Ramzy“ als Schauspieler agiert.
Am 17. November 2008 erschien das dritte Album von Mr. Oizo, Lambs Anger. Es enthält, neben anderen Liedern, die Stücke Bruce Willis Is Dead, Positif und Z.
2010 erschien sein dritter Spielfilm: Rubber. Dieser handelt von einem Reifen, Robert, dessen Familie verbrannt wurde. Daraufhin entscheidet sich Robert dazu, sich an den Menschen zu rächen. Der Film nahm an den Filmfestspielen in Cannes 2010 teil. Den Soundtrack komponierte Dupieux zusammen mit Gaspard Augé von der Band Justice.
Im Jahr 2024 wurde seine vierteilige Komödie Le deuxième acte als Eröffnungsfilm des 77. Filmfestivals von Cannes ausgewählt.

## Diskografie
- 1997: #1 (EP)
- 1998: M-Seq (EP)
- 1999: Analog Worms Attack (Single)
- 1999: Flat Beat (Single)
- 1999: Analog Worms Attack (Album)
- 2000: Last Night a DJ Killed My Dog (Single)
- 2004: Stunt (Single)
- 2005: Moustache (Half a Scissor) (EP)
- 2005: Moustache (Half a Scissor) (Album)
- 2006: Nazis (EP)
- 2007: Transexual / Patrick122 (Doppelsingle)
- 2007: Steak (Soundtrack Album, mit SebastiAn und Sébastien Tellier)
- 2008: Lambs Anger (Album)
- 2008: Positif (EP)
- 2009: Pourriture (EP)
- 2010: Rubber OST (EP, mit Gaspard Augé)
- 2011: Stade 2 (Album)
- 2012: Stade 3 (EP)
- 2012: Wrong OST (Soundtrackalbum, mit Tahiti Boy)
- 2012: Unreleased Unfinished Unpleasant (EP)
- 2013: Amicalement (EP)
- 2014: The Church (Album)
- 2015: Hand in the Fire (EP, mit Charli XCX)
- 2016: All Wet (Album)
- 2019: Rythme plat (EP)
- 2022: Voilà (Album)

mit Ark
- 2001: La guerre aux trousses (EP, als Dépérissement Progressif)
- 2002: Some of Them Don’t (Album, als Shalark mit Ark und David Taïeb)

mit Boys Noize (als Duo: Handbraekes)
- 2012: #1 (EP)
- 2014: #2 (EP)
- 2018: #3 (EP)

mit Uffie
- 2006: Hot Chick (Single)
- 2006: Pop the Glock (Single)
- 2006: Ready to Uff (Single)
- 2007: First Love (Single)
- 2008: Steroids (Single)
- 2010: Sex, Dreams and Denim Jeans (Album)

Remixe
- 1999: Demon – Lil’ Fuck (Mr. Oizo’s Egg Factor)
- 1999: Ark – Punkadelik (Mr Oizo Remix)
- 2000: Herbert – Back to the Start (Mr. Oizo Non Mix)
- 2001: Ark – Sucubz (Mr. Oizo Remix)
- 2002: Air – Don’t Be Light (Mr. Oizo Remix)
- 2004: Feadz – Maxibeef EP (Mr. Oizo’s Beef Rmx)
- 2006: Kavinsky – Testarossa (Oizo Autodrive)
- 2006: Cassius – Toop Toop (Oizo Mix)
- 2006: Jamelia – Something About You (Oizo mix)
- 2007: Scissor Sisters – Kiss You Off (Mr. Oizo Remix)
- 2007: Calvin Harris – Merrymaking at My Place (Mr. Oizo Remix)
- 2008: Jamie Lidell – A Little Bit of Feel Good (Mr. Oizo Mix)
- 2008: Busy P – To Protect and Entertain (Mr. Oizo Remix)
- 2009: Tiga – Shoes (Mr. Oizo Remix)
- 2010: Boys Noize – Transmission (Mr. Oizo Remix)
- 2011: Justice – Civilization (Mr. Oizo Remix)

## Auszeichnungen für Musikverkäufe
| Goldene Schallplatte - Finnland - 1999: für die Single Flat Beat - Schweden - 1999: für die Single Flat Beat |

Anmerkung: Auszeichnungen in Ländern aus den Charttabellen bzw. Chartboxen sind in ebendiesen zu finden.
| Land/RegionAuszeichnungen für Musikverkäufe (Land/Region, Auszeichnungen, Verkäufe, Quellen) | Gold     | Platin     | Verkäufe | Quellen              |
| -------------------------------------------------------------------------------------------- | -------- | ---------- | -------- | -------------------- |
| Deutschland (BVMI)                                                                           | —        | Platin1    | 500.000  | musikindustrie.de    |
| Finnland (IFPI)                                                                              | Gold1    | —          | 5.075    | ifpi.fi              |
| Österreich (IFPI)                                                                            | Gold1    | —          | 25.000   | ifpi.at              |
| Schweden (IFPI)                                                                              | Gold1    | —          | 15.000   | sverigetopplistan.se |
| Vereinigtes Königreich (BPI)                                                                 | —        | Platin1    | 600.000  | bpi.co.uk            |
| Insgesamt                                                                                    | 3× Gold3 | 2× Platin2 |          |                      |

## Filmografie (Regie und Drehbuch)
- 2001: Nonfilm
- 2007: Steak
- 2010: Rubber
- 2012: Wrong
- 2013: Wrong Cops
- 2014: Reality (Réalité)
- 2018: Die Wache (Au poste!)
- 2019: Monsieur Killerstyle (Le daim)
- 2020: Eine Fliege kommt selten allein (Mandibules)
- 2022: Unglaublich, aber wahr (Incroyable mais vrai)
- 2022: Smoking Causes Coughing (Fumer fait tousser)
- 2023: Yannick
- 2023: Daaaaaali!
- 2024: Le deuxième acte
- 2025: L'Accident de piano